# Yousry Hafez
Yousry Hafez est un boxeur égyptien né le 30 août 1993. 

## Carrière
Sa carrière amateur est principalement marquée par une médaille d'or remportée aux Jeux africains de Rabat en 2019 dans la catégorie des poids super-lourds.

## Palmarès

### Jeux africains
- Médaille d'or en +91 kg en 2019 à Rabat, Maroc

### Jeux méditerranéens
- Médaille d'or en +91 kg en 2018 à Tarragone, Espagne
- Médaille d'or en +91 kg en 2022 à Oran, Algérie

## Référence
1. ↑  Résultats des compétitions de boxe anglaise aux Jeux africains 2019